# کریستین ریمان
کریستین ریمان (انگلیسی: Christian Reimann؛ زادهٔ ۲۸ نوامبر ۱۹۷۹) بازیکن فوتبال اهل آلمان است.
از باشگاه‌هایی که در آن بازی کرده‌است می‌توان به باشگاه فوتبال زاکسن لایپزیگ، باشگاه فوتبال لایپزیگ، باشگاه فوتبال کارل زایس ینا، و باشگاه فوتبال ماگدبورگ ۱ اشاره کرد.